# Heudicourt (Eure)
Heudicourt egy település Franciaországban, Eure megyében. Lakosainak száma 723 fő (2022. január 1.). Heudicourt Bézu-Saint-Éloi, Étrépagny, Longchamps és Saint-Denis-le-Ferment községekkel határos.

## Népesség
A település népességének változása:
| Lakosok száma | 441  | 392  | 519  | 600  | 638  | 645  | 684  | 718  | 736  | 723  |
|               | 1968 | 1982 | 1990 | 2006 | 2013 | 2015 | 2017 | 2019 | 2020 | 2022 |